# Miradouro da Fajãzinha
O Miradouro da Fajãzinha é um miradouro português que se encontra localizado na freguesia da Fajãzinha, ao concelho de Santa Cruz das Flores no fundo de um profundo vale e sobranceiro a enormes rochas provenientes de erupções vulcânicas de imensas proporções que contribuíram para a formação geológica da ilha das Flores.
Na sua proximidade desaguam inúmeras cascatas que se precipitam algumas de mais de 90 metros de altura. Se não fosse o ruído da água que cai a placidez seria total.